# شیخ محمود بلخی
محمود بن یاسین بن عمر بلخی   (۴ ربیع الاول ۵۲۱- ۱۸ رمضان ۵۶۴) ملقب به شیخ محمود بلخی ، فیلسوف، عارف و دانشمند ایرانی بود. وی همزمان با پادشاهی سلجوقیان می زیست.  

## زندگی نامه

### زندگی
متاسفانه به دلیل حمله مغولان و نابودی بسیاری از آثار، زندگینامه دقیق و زیادی از شیخ محمود وجود ندارد. شیخ محمود در شهر بلخ، چشم به جهان گشود. او در خانواده ای اهل سنت بزرگ شد، اما بعد از مدتی تشیع و مذهب اثنا عشری را برگزید. او زمانی که شش سالش بود، همراه پدرش به بغداد رفت و سپس در مدرسه نظامیه بغداد شروع به تحصیل کرد.
پس از اتمام تحصیلات ، شیخ محمود وارد دیوان سلجوقیان شد، اما به دلیل آنکه باب میلش نبود، از آن خارج شد و تصمیم گرفت که به سفر برود. او به مدت ۱۰ سال در سفر بود و به شهر هایی از جمله دمشق، موصل ، قاهره و ... سفر کرد. او در سفر هایش پیروان زیادی کسب کرد.

### شایعات
درباره شیخ محمود بلخی داستان های فراوانی گفته شده که بسیاری از آنان بی اساس و بی پایه هستند. همچنین داستانی به ایشان منسوب شده که در آن داستان روایت شدست شیخ محمود در حالی که از خیابانی گذر می کرد، بچه ای فلج را دید که گدایی می کند. او دستی به پای بچه کشید در حالی که زمزمه می کرد :‌« اللَّهُمَّ اشْفِ کُلَّ مَرِیضٍ» . بعد از رفتن او ، ناگهان دیدند که بچه به پا خاسته و دارد راه می رود. همچنین شیخ محمود به مستجاب الدعوه بودن معروف بود.

### مرگ
متاسفانه محل دقیقی از محل مرگ شیخ محمود وجود ندارد. بسیاری معتقدند که او در حین یکی از سفر هایش بیماری صعب العلاج گرفت که همان موجب مرگ وی شد. همچنین عده ای دیگر معتقدند که وی به علت مرگ طبیعی در گذشت. او در ۱۸ رمضان سال ۵۶۴ هجری قمری در گذشت.

## شعرا و شیخ محمود
بنا بر بعضی از عقاید، حافظ در غزلیات شماره ۵ و ۱۴۵ خود از شیخ محمود نام برده است. همچنین معتقدند که حافظ شیفته اخلاقیات شیخ محمود شده و به همین دلیل نام او را در اشعار خود آورده است.
```
غزل شماره ۵ حافظ بیت آخر که به شیخ محمود اشاره دارد:
```

| حافظ به خود مپوشید این خرقه می آلود |  | ای شیخ پاک دامن معذور دار ما را |

```
همچنین غزل شماره ۱۴۵ حافظ بیت ۷ که به شیخ محمود نیز دوباره اشاره دارد:
```

| مرید پیر مغانم ز من مرنج ای شیخ |  | چرا که وعده تو کردی داد بجا آورد |